# Sei giorni di Grenoble
La Sei giorni di Grenoble (fr. Six jours de Grenoble) era una competizione di ciclismo su pista che si svolgeva annualmente a Grenoble, in Francia, nell'arco di sei giorni.

## Storia
La prima edizione fu corsa dal 25 al 31 gennaio 1971. Dal 1973 al 2014 la competizione si svolse regolarmente tra la fine di ottobre e i primi giorni di novembre. Nel 2012 e nel 2013 il formato di gara fu ridotto a quattro giorni (Quatre jours de Grenoble), e quindi a soli tre giorni nel 2014 (Trois jours de Grenoble).
La prova ha avuto tra i vincitori specialisti delle sei giorni come Franco Marvulli, che con sei vittorie detiene il record (2001, 2003, 2004, 2006, 2009 e 2010), Patrick Sercu (vincitore nel 1973, 1975, 1978 e 1981) e Adriano Baffi (1996, 1998, 1999 e 2002); rientrano nell'albo d'oro anche nomi di ciclisti campioni su strada come Eddy Merckx, Bernard Thévenet, Laurent Fignon e Francesco Moser.

## Albo d'oro
Aggiornato all'edizione 2014.
| Anno     | Vincitori                                       | Secondi                                         | Terzi                                      |
| -------- | ----------------------------------------------- | ----------------------------------------------- | ------------------------------------------ |
| 1971 (1) | Peter Post & Alain Van Lancker                  | Rudi Altig & Albert Fritz                       | Louis Pfenninger & Erich Spahn             |
| 1971 (2) | Jacques Mourioux & Alain Van Lancker            | Cyrille Guimard & Peter Post                    | Ferdinand Bracke & Patrick Sercu           |
| 1972     | Cyrille Guimard & Alain Van Lancker             | Charly Grosskost & René Pijnen                  | Felice Gimondi & Norbert Seeuws            |
| 1973     | Eddy Merckx & Patrick Sercu                     | Jacques Mourioux & Alain Van Lancker            | Felice Gimondi & Gerben Karstens           |
| 1974     | Jacques Mourioux & Alain Van Lancker            | Sigi Renz & Roy Schuiten                        | René Pijnen & Patrick Sercu                |
| 1975     | Eddy Merckx & Patrick Sercu                     | Günther Haritz & Bernard Thévenet               | Freddy Maertens & René Pijnen              |
| 1976     | Günther Haritz & Bernard Thévenet               | Francesco Moser & René Pijnen                   | Felice Gimondi & Patrick Sercu             |
| 1977     | Francesco Moser & René Pijnen                   | Eddy Merckx & Patrick Sercu                     | Günther Haritz & Bernard Thévenet          |
| 1978     | Patrick Sercu & Dietrich Thurau                 | Gregor Braun & Wilfried Peffgen                 | Felice Gimondi & René Pijnen               |
| 1979     | Francesco Moser & René Pijnen                   | Gregor Braun & Roy Schuiten                     | Patrick Sercu & Bernard Vallet             |
| 1980     | Danny Clark & Bernard Thévenet                  | Wilfried Peffgen & Stan Tourné                  | Albert Fritz & Bernard Vallet              |
| 1981     | Urs Freuler & Patrick Sercu                     | Yvon Bertin & Danny Clark                       | Donald Allan & Bernard Thévenet            |
| 1982     | Gert Frank & Bernard Vallet                     | Urs Freuler & Francesco Moser                   | Udo Hempel & Joop Zoetemelk                |
| 1983     | Patrick Clerc & Daniel Gisiger                  | Jacques Michaud & Bernard Vallet                | Ralf Hofeditz & Pascal Poisson             |
| 1984     | Gert Frank & Bernard Vallet                     | Ralf Hofeditz & Gary Wiggins                    | Maurizio Bidinost & Francesco Moser        |
| 1985     | non disputata                                   | non disputata                                   | non disputata                              |
| 1986     | Anthony Doyle & Francesco Moser                 | Gert Frank & Bernard Vallet                     | Pierangelo Bincoletto & Guido Bontempi     |
| 1987     | Charly Mottet & Bernard Vallet                  | Étienne De Wilde & Anthony Doyle                | Pierangelo Bincoletto & Francesco Moser    |
| 1988     | Roman Hermann & Charly Mottet                   | Danny Clark & Gilbert Duclos-Lassalle           | Adriano Baffi & Pierangelo Bincoletto      |
| 1989     | Danny Clark & Gilbert Duclos-Lassalle           | Urs Freuler & Pascal Lino                       | Étienne De Wilde & Charly Mottet           |
| 1990     | Laurent Biondi & Laurent Fignon                 | Adriano Baffi & Pierangelo Bincoletto           | Gilbert Duclos-Lassalle & Philippe Louviot |
| 1991     | Jean-Claude Colotti & Philippe Tarantini        | Anthony Doyle & Stephen Roche                   | Laurent Biondi & Laurent Fignon            |
| 1992     | Pierangelo Bincoletto & Gilbert Duclos-Lassalle | Adriano Baffi & Giovanni Lombardi               | Werner Stutz & Beat Zberg                  |
| 1993     | Pierangelo Bincoletto & Gilbert Duclos-Lassalle | Silvio Martinello & Marco Villa                 | Dieter Rüegg & Patrick Vetsch              |
| 1994     | Jean-Claude Colotti & Dean Woods                | Pierangelo Bincoletto & Gilbert Duclos-Lassalle | Mario Cipollini & Silvio Martinello        |
| 1995     | Silvio Martinello & Marco Villa                 | Jean-Claude Colotti & Gilbert Duclos-Lassalle   | Pascal Lino & Dean Woods                   |
| 1996     | Adriano Baffi & Giovanni Lombardi               | Pierangelo Bincoletto & Jean-Claude Colotti     | Jakob Piil & Michael Sandstød              |
| 1997     | Tayeb Braikia & Jakob Piil                      | Adriano Baffi & Giovanni Lombardi               | Andrea Collinelli & Lorenzo Lapage         |
| 1998     | Adriano Baffi & Andrea Collinelli               | Tayeb Braikia & Francis Moreau                  | Jérôme Neuville & Carsten Wolf             |
| 1999     | Adriano Baffi & Andrea Collinelli               | Jakob Piil & Michael Sandstod                   | Miquel Alzamora & Joan Llaneras            |
| 2000     | Isaac Gálvez & Joan Llaneras                    | Andy Flickinger & Jérôme Neuville               | Robert Hayless & Bradley Wiggins           |
| 2001     | Alexander Aeschbach & Franco Marvulli           | Jérôme Neuville & Robert Sassone                | Giovanni Lombardi & Jean-Michel Tessier    |
| 2002     | Adriano Baffi & Marco Villa                     | Alexander Aeschbach & Franco Marvulli           | Robert Sassone & Jean-Michel Tessier       |
| 2003     | Alexander Aeschbach & Franco Marvulli           | Robert Sassone & Jean-Pierre van Zyl            | Ivan Quaranta & Marco Villa                |
| 2004     | Alexander Aeschbach & Franco Marvulli           | Giovanni Lombardi & Marco Villa                 | Iljo Keisse & Wouter Van Mechelen          |
| 2005     | Matthew Gilmore & Iljo Keisse                   | Alexander Aeschbach & Franco Marvulli           | Alex Rasmussen & Marco Villa               |
| 2006     | Alexander Aeschbach & Franco Marvulli           | Michael Mørkøv & Alex Rasmussen                 | Jens Mouris & Peter Schep                  |
| 2007     | Michael Mørkøv & Alex Rasmussen                 | Alexander Aeschbach & Dimitri De Fauw           | Jérôme Neuville & Marco Villa              |
| 2008     | Michael Mørkøv & Alex Rasmussen                 | Roger Kluge & Olaf Pollack                      | Alexander Aeschbach & Jérôme Neuville      |
| 2009     | Franco Marvulli & Luke Roberts                  | Léon van Bon & Jeff Vermeulen                   | Iljo Keisse & Gianni Meersman              |
| 2010     | Alexander Aeschbach & Franco Marvulli           | Léon van Bon & Danny Stam                       | Marc Hester & Jens-Erik Madsen             |
| 2011     | Iljo Keisse & Morgan Kneisky                    | Alexander Aeschbach & Franco Marvulli           | Kenny De Ketele & Tim Mertens              |
| 2012     | Kenny De Ketele & Iljo Keisse                   | Bryan Coquard & Morgan Kneisky                  | Angelo Ciccone & Fabio Masotti             |
| 2013     | Vivien Brisse & Morgan Kneisky                  | David Muntaner & Albert Torres                  | Jasper De Buyst & Iljo Keisse              |
| 2014     | Thomas Boudat & Vivien Brisse                   | Moreno De Pauw & Otto Vergaerde                 | Sebastián Mora & David Muntaner            |